# Борис Баров
Борис Георгиев Баров е български лекар, кандидат на медицинските науки.

## Биография
Борис Баров е роден на 10 януари 1932 г. в с. Шипочано, община Кюстендил. Средното си образование получава в град Перник, а през 1956 г. завършва с отличие Медицинска академия – гр.София. Специализира вътрешни болести и организация на здравеопазването.
Заместник главен лекар на Окръжна болница – Кюстендил по поликлиничната част (1963 – 65), директор на Районно санитарно-курортно управление (1965 – 75) и главен лекар на Окръжен санаторно-курортен комплекс от 1975 г.
Д-р Борис Баров е бил щатен сътрудник /доносник/ на Държавна сигурност под псевдонима Бобеков от 1982 до 1989 г., разкрит с решение № 2 – 282/ 8 януари 2014 г. на Комисията по досиетата.
Притежава званията: „Научен сътрудник първа степен" и „Кандидат на медицинските науки"1977). Назначен е по съвместителство в Научния институт по социална хигиена и организация на здравеопазването в секция „Научна организация на труда и управлението".
Д-р Баров разработва научни теми, които събира и публикува в три тома, съхраняващи се в Националната библиотека „Св. св. Кирил и Методий". Има публикации в списания, извършва лекторска и консултантска дейност в България и в чужбина. Неговите разработки са основно в областта на физикалното лечение на дегенеративните увреждания на опорно-двигателния апарат, периферната нервна система, храненето. Автор е на книгата „Курортът Кюстендил“ (1980).
Д-р Баров е дългогодишен член на Републиканското научно дружество по курортология, физиотерапия и рехабилитация. Удостоен е със званието „Почетен член на дружеството".
Като общественик д-р Баров е общински и окръжен съветник в Кюстендил над 10 години.
За цялостната му дейност е удостоен със значката „Отличник на Министерството на народното здраве", званието „Отличник в борбата за трезвеност и против тютюнопушенето" и е носител на „Народен орден на труда" /златен и сребърен/.
Удостоен със званието Почетен гражданин на Кюстендил на 29 декември 2016 г.